# 김수영문학상
김수영문학상(金洙暎文學賞)은 1981년에 출판사 민음사에서 김수영 시인의 문학정신을 기리기 위해 제정한 문학상이다. 2006년부터 등단하지 않은 예비 시인에게도 기회를 주고 있다.

## 수상자
| 수상년도    | 서명                              | 저자   | 출판사       |
| ----------- | --------------------------------- | ------ | ------------ |
| 1981년 1회  | 《저문 강에 삽을 씻고》           | 정희성 | 창작과비평사 |
| 1982년 2회  | 《뒹구는 돌은 언제 잠 깨는가》    | 이성복 | 문학과지성사 |
| 1983년 3회  | 《새들도 세상을 뜨는구나》        | 황지우 | 문학과지성사 |
| 1984년 4회  | 《아니다 그렇지 않다》            | 김광규 | 문학과지성사 |
| 1985년 5회  | 《고슴도치의 마을》               | 최승호 | 문학과지성사 |
| 1986년 6회  | 《맑은 날》                       | 김용택 | 창작과비평사 |
| 1987년 7회  | 《햄버거에 대한 명상》            | 장정일 | 민음사       |
| 1989년 8회  | 《천로역정, 혹은》                | 김정웅 | 문학과지성사 |
| 1990년 9회  | 《우리 낯선 사람들》              | 이하석 | 세계사       |
| 1991년 10회 | 《산정묘지》                      | 조정권 | 민음사       |
| 1992년 11회 | 《새떼들에게로의 망명》           | 장석남 | 문학과지성사 |
| 1993년 12회 | 《지상에서 부르고 싶은 노래》     | 이기철 | 문학과지성사 |
| 1994년 13회 | 《해가 지지 않는 쟁기질》         | 차창룡 | 문학과지성사 |
| 1995년 14회 | 《바늘 구멍 속의 폭풍》           | 김기택 | 문학과지성사 |
| 1996년 15회 | 《세운상가 키드의 사랑》          | 유하   | 문학과지성사 |
| 1997년 16회 | 《불쌍한 사랑 기계》              | 김혜순 | 문학과지성사 |
| 1998년 17회 | 《그곳이 멀지 않다》              | 나희덕 | 민음사       |
| 1999년 18회 | 《지금 어디에 계십니까》          | 백주은 | 민음사       |
| 2000년 19회 | 《붉은 눈, 동백》                 | 송찬호 | 문학과지성사 |
| 2001년 20회 | 《제비꽃 여인숙》                 | 이정록 | 민음사       |
| 2002년 21회 | 《수련》                          | 채호기 | 문학과지성사 |
| 2003년 22회 | 《꽃막대기와 꽃뱀과 소녀와》      | 이윤학 | 문학과지성사 |
| 2004년 23회 | 《자명한 산책》                   | 황인숙 | 문학과지성사 |
| 2005년 24회 | 《말랑말랑한 힘》                 | 함민복 | 문학세계사   |
| 2006년 25회 | 《바다로 가득 찬 책》             | 강기원 | 민음사       |
| 2007년 26회 | 《검은 표범 여인》                | 문혜진 | 민음사       |
| 2008년 27회 | 《스윙》                          | 여태천 | 민음사       |
| 2009년 28회 | 《시차의 눈을 달랜다》            | 김경주 | 민음사       |
| 2010년 29회 | 《귀 없는 토끼에 관한 소수 의견》 | 김성대 | 민음사       |
| 2011년 30회 | 《백 년 동안의 세계대전》         | 서효인 | 민음사       |
| 2012년 31회 | 《구관조 씻기기》                 | 황인찬 | 민음사       |
| 2013년 32회 | 《양파 공동체》                   | 손미   | 민음사       |
| 2014년 33회 | 《모스크바예술극장의 기립 박수》  | 기혁   | 민음사       |
| 2015년 34회 | 《세상의 모든 최대화》            | 황유원 | 민음사       |
| 2016년 35회 | 《감은 눈이 내 얼굴을》           | 안태운 | 민음사       |
| 2017년 36회 | 《책기둥》                        | 문보영 | 민음사       |
| 2018년 37회 | 《캣콜링》                        | 이소호 | 민음사       |
| 2019년 38회 | 《이해할 차례이다》               | 권박   | 민음사       |
| 2020년 39회 | 《그 웃음을 나도 좋아해》         | 이기리 | 민음사       |